# تريستان ووكر
تريستان ووكر (بالإنجليزية: Tristan Walker)‏ (و. 1991  م) هو متسابق على الجليد بمزلاجة كندي، ولد في كالغاري، شارك في الألعاب الأولمبية الشتوية 2010، والألعاب الأولمبية الشتوية 2014.
.

## روابط خارجية
- تريستان ووكر على موقع FIL (الإنجليزية)
- تريستان ووكر على موقع اللجنة الأولمبية الدولية (الإنجليزية)
- تريستان ووكر على موقع أوليمبيديا (الإنجليزية)
- تريستان ووكر على موقع اللجنة الأولمبية الكندية (الإنجليزية)